# 傅家镇 (昌图县)
傅家镇，是中华人民共和国辽宁省铁岭市昌图县下辖的一个乡镇级行政单位。

## 行政区划
傅家镇下辖以下地区：
傅家社区、付家村、邱家屯村、太民村、唐家园子村、长山村、张家窝堡村、白家窝堡村、友好村、友爱村、五丰村、大地村和远大村。